# 江井島病院
医療法人双葉会江井島病院（いりょうほうじんふたばかいえいがしまびょういん）は、兵庫県明石市にある医療機関。リアンズグループ 医療法人双葉会の病院（一般病院）である。救急医療、診療・看護、外科手術などの高度医療サービスの提供をしている。「ひとり一人を大切に。人と人とのつながりを大切に。」「良質な医療」「心優しい医療」「信頼される医療」「安心できる医療」を病院の基本理念としている。2024年（令和6年）2月1日、西江井島病院から現在の名称に変更した。

## 診療科
- 内科
- 循環器内科
- 脳神経内科
- 心療内科
- 外科
- 整形外科
- リハビリテーション科
- 脳神経外科
- 皮膚科
- 小児科
- 泌尿器科
- 歯科

## 設備
- 適時適温特別管理給食施設
- 薬剤管理指導施設
- 理学療法基準（Ⅰ）
- ペースメーカー移植術施設
- 院内感染防止対策施設
- 診療録管理体制加算
- マルチスライスCT
- 一般X線（CR）
- デジタルX線TV装置
- 外科用イメージ
- 超音波骨密度測定装置
- 経鼻胃カメラ
- 電子スコープ等各種内視鏡
- 超音波検査装置
- 眼圧計（トノメーター）
- 脳波計
- 心電計
- 血圧脈波装置（ABI/PWV）
- 聴性脳幹反応（ABR）
- 体性感覚誘発電位（SEP）
- 重心動揺計
- 長時間心電図記録器

## 関連施設
- 西江井島デイサービスセンター (兵庫県明石市大久保町西島774-4)
- 元気あっぷ大久保西江井島病院デイサービスセンター (兵庫県明石市大久保町大窪1741-1)
- オリーブ大久保西江井島病院訪問看護ステーション (兵庫県明石市大久保町大窪1741-1)
- 西江井島居宅介護支援センター (兵庫県明石市大久保町西島774-4)
- ふたば保育園

## 周辺
- 国道250号
- 兵庫県道718号明石高砂線
- 山陽電気鉄道江井ヶ島駅
- 明石市立江井島小学校

## 交通アクセス
- 電車
  - 山陽電気鉄道江井ヶ島駅下車、西へ徒歩9分（約650m）
  - 山陽電気鉄道西江井ヶ島駅下車、東へ徒歩10分（約700m）
- 自動車
  - 第二神明道路明石西インターチェンジをおりて南東へ6.0km
  - 第二神明道路大久保インターチェンジをおりて南へ6.1km
- タクシー
  - 西日本旅客鉄道（JR西日本）大久保駅よりタクシーで約6分
  - 西日本旅客鉄道（JR西日本）魚住駅よりタクシーで約5分
  - 西日本旅客鉄道（JR西日本）西明石駅よりタクシーで約11分
- バス
  - Tacoバス停留所「江井島病院前」